# Висовин Костянтин Гаврилович
Костянтин Гаврилович Висовин (1918, Прогної — 9 травня 1944, Севастополь) — Герой Радянського Союзу, в роки радянсько-німецької війни розвідник 70-го гвардійського стрілецького полку 24-ї гвардійської стрілецької дивізії 2-ї гвардійської армії 4-го Українського фронту, гвардії сержант.

## Біографія
Народився у 1918 році в селі Прогноях (нині село Геройське Голопристанського району Херсонської області України) в селянській родині. Українець. Мав початкову освіту.

братська могила

У Червоній Армії з 1941 року. З цього ж року на фронті. 9 травня 1944 року у складі групи розвідників на човні під вогнем противника подолав Північну бухту в Севастополі, брав участь у захопленні плацдарму, відбитті атак ворога. Рішучі дії розвідників допомогли підрозділам полку успішно форсувати бухту. У цьому бою Костянтин Висовин загинув. Похований в братській могилі на мисі Кордон на Північній стороні Севастополя.

## Нагороди, пам'ять
Указом Президії Верховної Ради СРСР від 24 березня 1945 року «за зразкове виконання бойових завдань командування на фронті боротьби з німецько-фашистським загарбниками і проявлені при цьому мужність і героїзм» гвардії сержанту Висовину Костянтину Гавриловичу посмертно присвоєно звання Героя Радянського Союзу. Нагороджений орденом Леніна, орденом Слави 3-го ступеня, медаллю.
Школа в селі Геройському досі [коли?] носить ім'я Костянтина Висовина. В сільському музеї земляку присвячена експозиція.